# Usamljeno strmo brdo
Usamljeno strmo brdo izolirano je osamljeno brdo strmih, često okomitih padina i mala, relativno ravna sljemena. Ta vrsta uzvisina manja je nego ravna gora, visoravan ili ini reljefni oblici stolna oblika. 
Ta je razlika istaknuta u SAD-u. Usamljena strma brda nazivaju "butte", a u nekim regijama kao što su Srednji zapad SAD-a i Sjeverozapad SAD-a riječju butte nazivaju svako brdo.[nedostaje izvor] Riječ butte dolazi iz francuskog, a znači "malo brdo, brdašce"; uporaba je prevalentna na Zapadu SAD-a, uključujući i Jugozapad SAD-a, gdje se služe i riječju "mesa" (ravna gora) za svaku veću zemaljsku formaciju. Zbog prepoznatljiva oblika često su orijentiri na ravnicama i gorskim područjima. 
Radi razlikovanja zemljopisni znanstvenici služe se pojednostavljenim pravilom da je ravna gora ("mesa") šireg sljemena od njene visine, dok je ustamljeno strmo brdo ("butte") sljemena koje je uže nego što je uzvisina visoka.